# Воррінгтон
Во́ррінгтон (англ. Warrington)  — місто та унітарна одиниця у графстві Чешир, Англія, проте належить до історичної території Ланкаширу. Населення міста становить 202 700 чоловік.
Воррінгтон був заснований римлянам як важлива переправа на річці Мерсі. Пізніше на цьому місці було збудоване середньовічне містечко саксів. З часом місто стає центром текстильного виробництва.
Місто суттєво розширилось під час Промислової революції. Сучасний міський округ Воррінгтон був утворений в 1974 в результаті об'єднанням графства Воррінгтон з довколишніми міськими та сільськими округами.

## Економіка
Структура Валового регіонального продукту по роках, у тисячах британських фунтах
| Рік  | Валовий регіональний продукт | Сільське господарство | Промисловість | Послуги |
| ---- | ---------------------------- | --------------------- | ------------- | ------- |
| 1995 | 3 636                        | 14                    | 1361          | 2261    |
| 2000 | 4 768                        | 10                    | 1433          | 3324    |
| 2003 | 5 774                        | 18                    | 1399          | 4356    |

## Відомі люди
У місті проживали:
- Джозеф Прістлі — британський священик-дисентер, натураліст, філософ, громадський діяч
- Іен Браун — британський співак та автор-виконавець
- Піт Поселтвейт — британський актор
- Джек Робінсон — англійський футболіст
- Керрі Катона — англійська співачка
- Тім Каррі (* 1946) — британський актор.